# Équipe de Sint Maarten de football
Maillots
L'équipe de Sint Maarten de football est une sélection des meilleurs joueurs de la partie hollandaise de l'île de Saint-Martin sous l'égide de la Fédération de Sint Maarten de football. 
N'étant pas membre de la FIFA, elle ne concourt pas pour les qualifications à la Coupe du monde de football.

## Histoire
Le premier match de cette sélection a lieu le 23 avril 1989 contre Saint-Vincent-et-les-Grenadines (défaite 6-1), dans le cadre des qualifications pour la Coupe caribéenne des nations 1989. 
Elle réussit à se qualifier pour la phase finale de la Coupe caribéenne des nations 1993, organisée en Jamaïque. Sint Maarten intègre alors le groupe A en compagnie de l'hôte jamaïcain, Saint-Christophe-et-Niévès et Porto Rico. Elle est éliminée dès le 1er tour mais parvient tout de même à accrocher Saint-Christophe-et-Niévès deux buts partout.
Après une longue période d'inactivité de 16 ans, Sint Maarten renoue avec les matchs internationaux en battant Anguilla 2-0 à domicile le 13 mars 2016. Absente des qualifications régionales depuis 1997, elle s'inscrit aux éliminatoires de la Coupe caribéenne des nations 2017. Pour son premier match, elle s'incline 5-0 face à la Grenade à St. George's avant de subir une deuxième défaite (1-2), à domicile, face aux Îles Vierges des États-Unis ce qui la condamne à une élimination prématurée dès le 1er tour de qualifications.
En février 2018, Elvis Albertus, ancien sélectionneur d'Aruba, prend en charge l'équipe nationale afin de disputer les rencontres de qualification à la Gold Cup 2019. Son premier match s'avère un cauchemar dans la mesure où Sint Maarten est sévèrement battu par Haïti 13 buts à 0: il s'agit là de la pire défaite dans l'histoire de la sélection saint-martinoise.

## Palmarès

### Parcours en Gold Cup
| Année | Position    |      | Année             | Position |                   | Année | Position          |  | Année | Position |  |
| 1963  | Non inscrit | 1989 | Non inscrit       | 2007     | Non inscrit       | 2025  | Tour préliminaire |  |       |          |  |
| 1965  | Non inscrit | 1991 | Non inscrit       | 2009     | Non inscrit       |       |                   |  |       |          |  |
| 1967  | Non inscrit | 1993 | Tour préliminaire | 2011     | Non inscrit       |       |                   |  |       |          |  |
| 1969  | Non inscrit | 1996 | Tour préliminaire | 2013     | Non inscrit       |       |                   |  |       |          |  |
| 1971  | Non inscrit | 1998 | Tour préliminaire | 2015     | Non inscrit       |       |                   |  |       |          |  |
| 1973  | Non inscrit | 2000 | Forfait           | 2017     | Tour préliminaire |       |                   |  |       |          |  |
| 1977  | Non inscrit | 2002 | Non inscrit       | 2019     | Tour préliminaire |       |                   |  |       |          |  |
| 1981  | Non inscrit | 2003 | Non inscrit       | 2021     | Tour préliminaire |       |                   |  |       |          |  |
| 1985  | Non inscrit | 2005 | Forfait           | 2023     | Tour préliminaire |       |                   |  |       |          |  |

### Parcours en Ligue des nations
| Édition   | Ligue | Phase de groupes | Phase de groupes | Phase de groupes | Phase de groupes | Phase de groupes | Phase de groupes | Phase de groupes | Phase finale | Phase finale | Phase finale | Phase finale | Phase finale | Phase finale | Phase finale | Phase finale |
| Édition   | Ligue | Class.           | M                | V                | N                | D                | BM               | BE               | Pays hôte    | Résultat     | M            | V            | N            | D            | BM           | BE           |
| --------- | ----- | ---------------- | ---------------- | ---------------- | ---------------- | ---------------- | ---------------- | ---------------- | ------------ | ------------ | ------------ | ------------ | ------------ | ------------ | ------------ | ------------ |
| 2019-2020 | C     | 3/3              | 4                | 0                | 0                | 4                | 6                | 15               | 2020         | Inéligible   | Inéligible   | Inéligible   | Inéligible   | Inéligible   | Inéligible   | Inéligible   |
| 2022-2023 | C     | 1/4              | 6                | 3                | 2                | 1                | 19               | 9                | 2023         | Inéligible   | Inéligible   | Inéligible   | Inéligible   | Inéligible   | Inéligible   | Inéligible   |
| 2023-2024 | B     | 3/4              | 6                | 2                | 0                | 4                | 6                | 15               | 2024         | Inéligible   | Inéligible   | Inéligible   | Inéligible   | Inéligible   | Inéligible   | Inéligible   |
| 2024-2025 | B     | 3/4              | 6                | 3                | 0                | 3                | 7                | 18               | 2025         | Inéligible   | Inéligible   | Inéligible   | Inéligible   | Inéligible   | Inéligible   | Inéligible   |
| 2026-2027 | B     | /4               | 0                | 0                | 0                | 0                | 0                | 0                | 2027         | Inéligible   | Inéligible   | Inéligible   | Inéligible   | Inéligible   | Inéligible   | Inéligible   |
| Total     | Total | Total            | 22               | 8                | 2                | 12               | 38               | 57               | Total        | Total        | 0            | 0            | 0            | 0            | 0            | 0            |

### Parcours en Coupe caribéenne des nations
- 1978 - 1988 : Non inscrit
- 1989 : Tour préliminaire
- 1990 : Tour préliminaire
- 1991 : Non inscrit
- 1992 : Tour préliminaire
- 1993 : Phase de groupe
- 1994 : Tour préliminaire
- 1995 : Tour préliminaire
- 1996 : Tour préliminaire
- 1997 : Tour préliminaire
- 1998 : Non inscrit
- 1999 : Forfait
- 2001 : Non inscrit
- 2005 : Forfait
- 2007 - 2014  : Non inscrit
- 2017 : Tour préliminaire

### Les adversaires de Sint Maarten de 1989 à aujourd'hui
Source utilisée: www.soccer-db.info.
Mis à jour le 24 mars 2019.
| Adversaire                      | Joués | Victoire | Nul | Défaite | BP | BC | Diff. |
| ------------------------------- | ----- | -------- | --- | ------- | -- | -- | ----- |
| Anguilla                        | 5     | 4        | 1   | 0       | 11 | 1  | +10   |
| Antigua-et-Barbuda              | 1     | 1        | 0   | 0       | 2  | 0  | +2    |
| Antilles néerlandaises          | 1     | 0        | 0   | 1       | 1  | 2  | -1    |
| Bermudes                        | 1     | 0        | 0   | 1       | 0  | 12 | -12   |
| Îles Caïmans                    | 3     | 1        | 1   | 1       | 5  | 8  | -3    |
| Dominique                       | 3     | 0        | 0   | 3       | 1  | 6  | -5    |
| Grenade                         | 1     | 0        | 0   | 1       | 0  | 5  | -5    |
| Haïti                           | 1     | 0        | 0   | 1       | 0  | 13 | -13   |
| Jamaïque                        | 2     | 0        | 0   | 2       | 2  | 5  | -3    |
| Martinique                      | 2     | 0        | 1   | 1       | 1  | 11 | -10   |
| Porto Rico                      | 1     | 0        | 0   | 1       | 0  | 3  | -3    |
| Saint-Barthélémy                | 2     | 0        | 1   | 1       | 4  | 6  | -2    |
| Saint-Christophe-et-Niévès      | 4     | 1        | 1   | 2       | 3  | 7  | -4    |
| Saint-Martin                    | 1     | 1        | 0   | 0       | 4  | 3  | +1    |
| Saint-Vincent-et-les-Grenadines | 1     | 0        | 0   | 1       | 1  | 6  | -5    |
| Îles Vierges britanniques       | 5     | 2        | 1   | 2       | 9  | 7  | +2    |
| Îles Vierges des États-Unis     | 1     | 0        | 0   | 1       | 1  | 2  | -1    |
| Total                           | 35    | 10       | 6   | 19      | 45 | 97 | -52   |

## Personnalités historiques de l'équipe

### Sélectionneurs
- Ronny Wadilie (2016-2018)
- Elvis Albertus (2018-)